# Нитрид иттрия
Нитри́д и́ттрия — неорганическое бинарное соединение металла иттрия и азота с формулой YN, при нормальных условиях сине-фиолетовые, почти чёрные кристаллы, по механическим свойствам подобен нитриду титана и нитриду циркония.
Гидролизуется при контакте с водой.
Применяется в полупроводниковой технологии при выращивании тонких плёнок нитрида галлия в качестве подслоя.

## Получение
Может быть получен прямым синтезом из элементов:
{\displaystyle {\mathsf {2Y+N_{2}\ {\xrightarrow {760^{o}C}}\ 2YN}},}
но при таком способе получения возможно загрязнение продукта оксидом иттрия, что ухудшает его однородность. Поэтому вещество обычно получают взаимодействием гидрида иттрия с аммиаком:
{\displaystyle \mathrm {YH_{3}+NH_{3}\longrightarrow YN+3\ H_{2}} .}

## Физические свойства
Нитрид иттрия образует прочные сине-фиолетовые кристаллы с металлическим блеском и металлическим типом проводимости. Кристаллизуется в кубической сингонии типа хлорида натрия, пространственная группа F m3m, постоянная решётки 0,4878 нм.

## Химические свойства
Окисляется при нагревании на воздухе:
{\displaystyle {\mathsf {4YN+3O_{2}\ {\xrightarrow {T}}\ 2Y_{2}O_{3}+2N_{2}}}.}
Подвергается гидролизу при взаимодействии с водой.

## Применение
Применяется в полупроводниковой технологии в качестве подслоя при выращивании плёнок нитрида галлия на различных подложках, так как имеет отличающуюся только на 8 % постоянную кристаллической решётки от него.